# سيرجي بوبكا

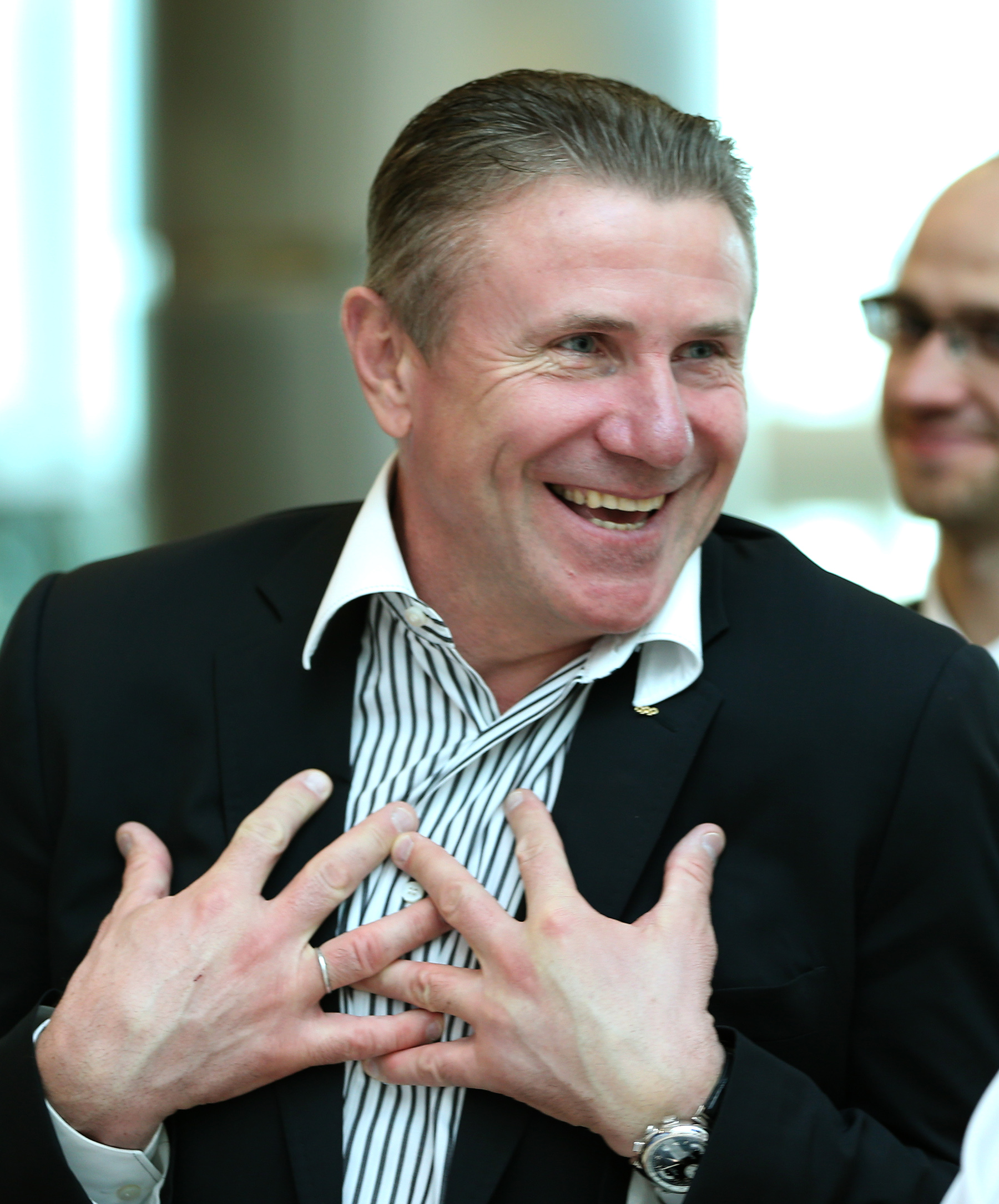
سيرجي بوبكا في 2013

سيرهي نزاروفيتش بوبكا (بالأوكرانية: Сергі́й Наза́рович Бу́бка) و (بالأوكرانية: Сергі́й Наза́рович Бу́бка) وهو قافز بالزانة أوكراني سوفييتي سابقاً ولد في يوم 4 ديسمبر 1963 في مدينة لوهانسك في جمهورية أوكرانيا السوفيتية الاشتراكية في الإتحاد السوفييتي، مثل الإتحاد السوفييتي من سنة 1981 إلى 1991 ومثل أوكرانيا من 1991 إلى 2001، وقد كان صاحب الرقم القياسي العالمي في القفز بالزانة بـ 6.15 متر والذي سجله في دونتسك في أوكرانيا في سنة 1993 وقد بقي هذا الرقم لمدة 21 سنة إلى ان حطمه الفرنسي رينو لافيينيه عندما سجل في 2014 قفزة برقم 6.16 متر في نفس الملعب.

## روابط خارجية
- سيرجي بوبكا على موقع الاتحاد الدولي لألعاب القوى (الإنجليزية)
- سيرجي بوبكا على موقع اللجنة الأولمبية الدولية (الإنجليزية)
- سيرجي بوبكا على موقع أوليمبيديا (الإنجليزية)